# Rosularia radicosa
Rosularia radicosa là một loài thực vật có hoa trong họ Crassulaceae. Loài này được (Boiss. & Hohen.) Eggli miêu tả khoa học đầu tiên năm 1988.